# Crescencio Gómez Valladares
Crescencio Gómez Valladares (* 19. April 1833 in Tegucigalpa, Honduras; † 9. Mai 1921 ebenda) war vom 15. Mai 1865 bis 12. August 1876 mit Unterbrechungen Präsident von Honduras.

## Leben
Seine Eltern waren María Santos Valladares und Juan Bautista Gómez Rodríguez. Er studierte an der Universidad de Honduras. Er graduierte in Rechtswissenschaft. Er erhielt die Zulassung als Rechtsanwalt 1855. 1857 war er Alcalde von Tegucigalpa. Im Januar 1862 heiratete Damiana Gálvez. 1865 war er Finanz- und Kriegsminister im Regierungskabinett von José María Medina. Vom 15. Mai bis 1. September 1865 war er geschäftsführender Präsident.

## Regierungskabinett
- Innen- und Außenminister: Marcelino Mejía.
- Finanz- und Kriegsminister: Manuel Colindres.

Vom 18. August 1869 bis Juli 1870 war er Innenminister. Er war Abgeordneter. Vom 5. April bis 12. Mai 1872 war er geschäftsführender Präsident. Bis zum 13. Januar 1874 war er unter der Regierung von Carlos Céleo Arias López unter Hausarrest. 1880 wurde er Abgeordneter für das Departamento El Paraíso.
Vom 1. Januar 1881 bis 1883 war er vorsitzender Richter beim obersten Gerichtshof unter der Regierung von Marco Aurelio Soto
Er wohnte ständig in Tegucigalpa.
Von 1888 bis 1891 war er Entwicklungsminister im Regierungskabinett von Luis Bográn Barahona.
1890 wurde er Außenminister im Regierungskabinett von Luis Bográn Barahona.
Von 1903 bis 1907 war er Staatsanwalt beim obersten Gerichtshof unter der Regierung von Manuel Bonilla.